# العلاقات الأوغندية البوليفية
العلاقات الأوغندية البوليفية هي العلاقات الثنائية التي تجمع بين أوغندا وبوليفيا.

## مقارنة بين البلدين
هذه مقارنة عامة ومرجعية للدولتين:
| وجه المقارنة                                              | أوغندا                        | بوليفيا                                          |
| --------------------------------------------------------- | ----------------------------- | ------------------------------------------------ |
| المساحة (كم2)                                             | 241.04 ألف                    | 1.10 مليون                                       |
| عدد السكان (نسمة)                                         | 42.86 مليون                   | 11.05 مليون                                      |
| الكثافة السكانية (ن./كم²)                                 | 177.81                        | 10.05                                            |
| العاصمة                                                   | كامبالا                       | سوكري، لاباز                                     |
| اللغة الرسمية                                             | لغة إنجليزية، اللغة السواحلية | اللغة الإسبانية، اللغة الأيمرية، كتشوا، غوارانية |
| العملة                                                    | شيلينغ أوغندي                 | بوليفاريو بوليفي                                 |
| الناتج المحلي الإجمالي (بليون دولار)                      | 25.89 مليار                   | 37.51 مليار                                      |
| الناتج المحلي الإجمالي (تعادل القوة الشرائية) بليون دولار | 72.25 مليار                   | 74.58 مليار                                      |
| الناتج المحلي الإجمالي الاسمي للفرد دولار أمريكي          | 705                           | 3.08 ألف                                         |
| الناتج المحلي الإجمالي للفرد دولار أمريكي                 | 1.77 ألف                      | 6.63 ألف                                         |
| مؤشر التنمية البشرية                                      | 0.483                         | 0.662                                            |
| رمز المكالمات الدولي                                      | +256                          | +591                                             |
| رمز الإنترنت                                              | .ug                           | .bo                                              |
| المنطقة الزمنية                                           | ت ع م+03:00                   | 00                                               |

## منظمات دولية مشتركة
يشترك البلدان في عضوية مجموعة من المنظمات الدولية، منها:
| علم المنظمة | اسم المنظمة                        | تاريخ انضمام أوغندا | تاريخ انضمام بوليفيا |
| ----------- | ---------------------------------- | ------------------- | -------------------- |
|             | الاتحاد البريدي العالمي            | ?                   | ?                    |
|             | مؤسسة التنمية الدولية              | 27 سبتمبر 1963      | 21 يونيو 1961        |
|             | منظمة حظر الأسلحة الكيميائية       | ?                   | ?                    |
|             | منظمة التجارة العالمية             | ?                   | 12 سبتمبر 1995       |
|             | الأمم المتحدة                      | 25 أكتوبر 1962      | 14 نوفمبر 1945       |
|             | وكالة ضمان الاستثمار متعدد الأطراف | 10 يونيو 1992       | 3 أكتوبر 1991        |
|             | منظمة الشرطة الجنائية الدولية      | ?                   | ?                    |
|             | مؤسسة التمويل الدولية              | 27 سبتمبر 1963      | 20 يوليو 1956        |
|             | الاتحاد الدولي للاتصالات           | 8 مارس 1963         | 1 يونيو 1907         |
|             | البنك الدولي للإنشاء والتعمير      | 27 سبتمبر 1963      | 27 ديسمبر 1945       |
|             | يونسكو                             | 9 نوفمبر 1962       | 13 نوفمبر 1946       |

## وصلات خارجية
- موقع وزارة الخارجية الأوغندية
- موقع وزارة الخارجية البوليفية